# Монастырь Санта-Мария (Каньяс)
Монастырь Санта-Мария-де-Сан-Сальвадор-де-Каньяс (исп. El Monasterio de Santa María de San Salvador de Cañas) — аббатство цистерцианских монахинь, расположенное в муниципалитете Каньяс испанской провинции Ла-Риоха. Монастырь основан в XIII веке.
Комплекс монастырских зданий был объявлен национальным памятником в 1943 году.

## История
Начало строительства монастыря относится к XIII веку. Исторически прослеживается три чётко разграниченных этапа: романский, от которого осталось немного следов за исключением нижней части апсиды; готика относится к времени завершения строительства апсиды и начала возведения трансепта, а также ещё один этап после XVI века, когда строился центральный неф.
В XVII—XVIII веках аббатство перестраивалось в простом неоклассическом стиле. Главный портал монастыря датируется серединой XVIII века. В XIX—XX веках были построены некоторые помещения монастыря, где живут монахини.

## Архитектура и внутреннее убранство

### Монастырь

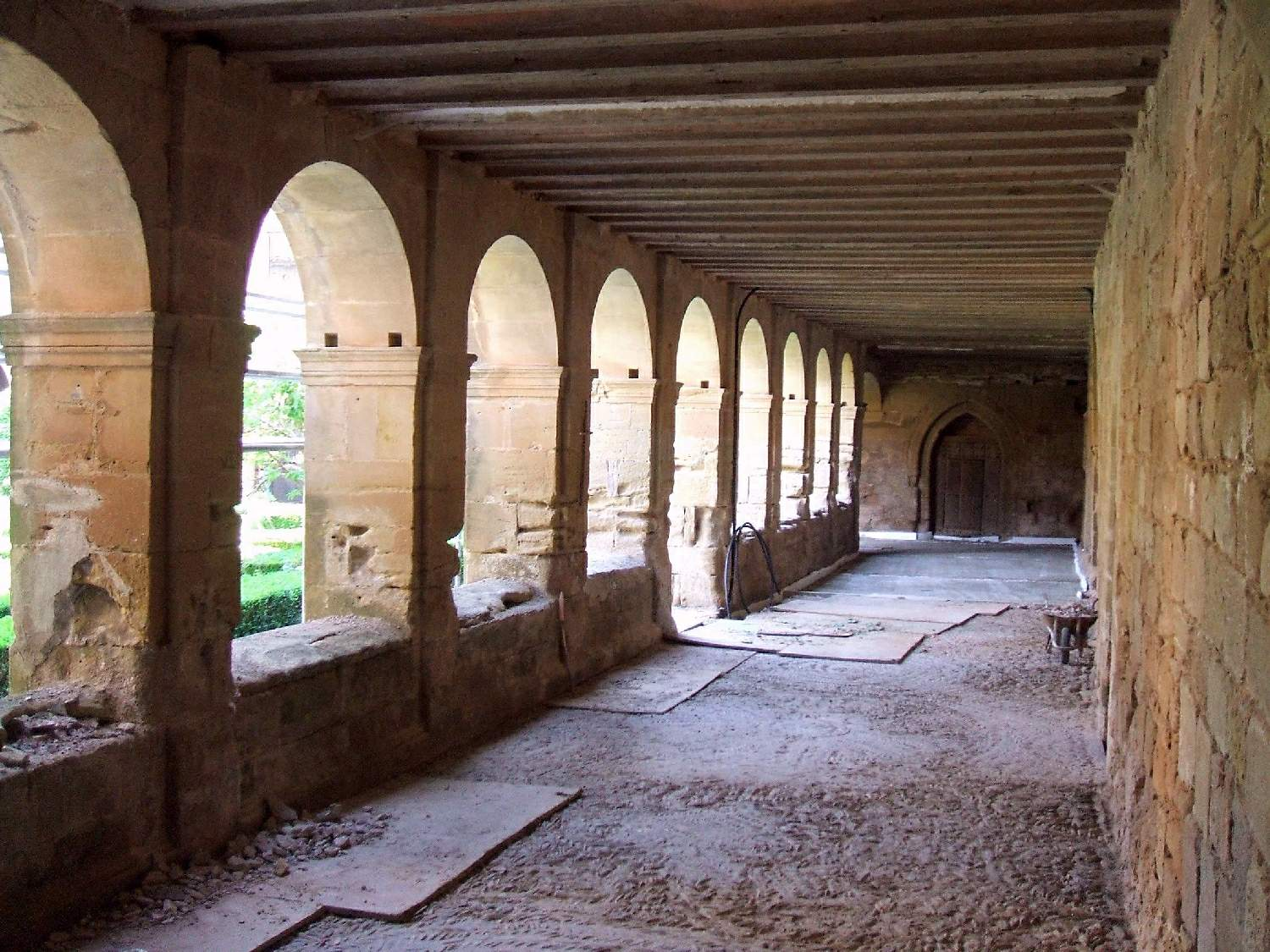
Одна из галерей монастыря

Само здание монастыря — двухэтажное, прямоугольной формы. На первом этаже есть галерея, закрытая решётчатыми полукруглыми арками. Второй этаж имеет полукруглые арки, с кристаллом в центре каждой из них. В его стенах есть несколько дверей, которые сообщаются с различными комнатами монастыря, такими как спальни или трапезная. Центральная часть монастыря — это сад с декоративными растениями. В центре — крест на месте, где ранее был колодец.

### Церковь
Церковь в аббатстве строилось в течение нескольких веков из-за нехватки средств. Была закончена в XVI веке. В церкви три параллельных нефа, которые соединяются трансептом. Здесь насчитываются 20 больших окон, покрытых листами белого алебастра, что обеспечивает необычное освещение в церквях, особенно в апсиде.
Главный алтарь — работа Гильена де Холанды, испанского скульптора эпохи Возрождения. Созданные им изображения узнаваемы по очень компактным объёмам и широким заметным складкам.
Первоначально запрестольный образ располагался в центральной апсиде, закрывая готические окна. Его форма напоминает большой триптих, в котором скульптура на центральных улицах сочетается с живописью в переулках. В 1975 году его разобрали и перенесли к подножию церкви. Алтарь был заказан аббатисой Леонор де Осорио, которая даже изображена на одной из картин, посвященной уходу за сенбернаром. Сохранившиеся элементы запрестольного образа являются оригинальными, за исключением трёх резных фигур, занимающих центральную часть первого этажа. В центре — готическая резьба XIV века с обычными для того времени сюжетами. Образ сопровождается двумя резными фигурками XVII века: Святым Бенедиктом Нурсийским и Святым Бернаром Клервоским.
Хоровые парты расположенные у подножия церкви, были построены в конце XVIII века и рассчитаны на 32 места, хотя после реставрации 1980 года их количество сократилось до 26.
Главная апсида сегодня пуста, за исключением изображения распятого Иисуса, сделанного из полихромного дерева в переходном стиле между романским и готическим стилями. В боковой апсиде нефа послания находится готическая деревянная Богородица на постаменте с эмблемами семьи Лопес де Аро, такими как волки и быки.

### Дом капитула

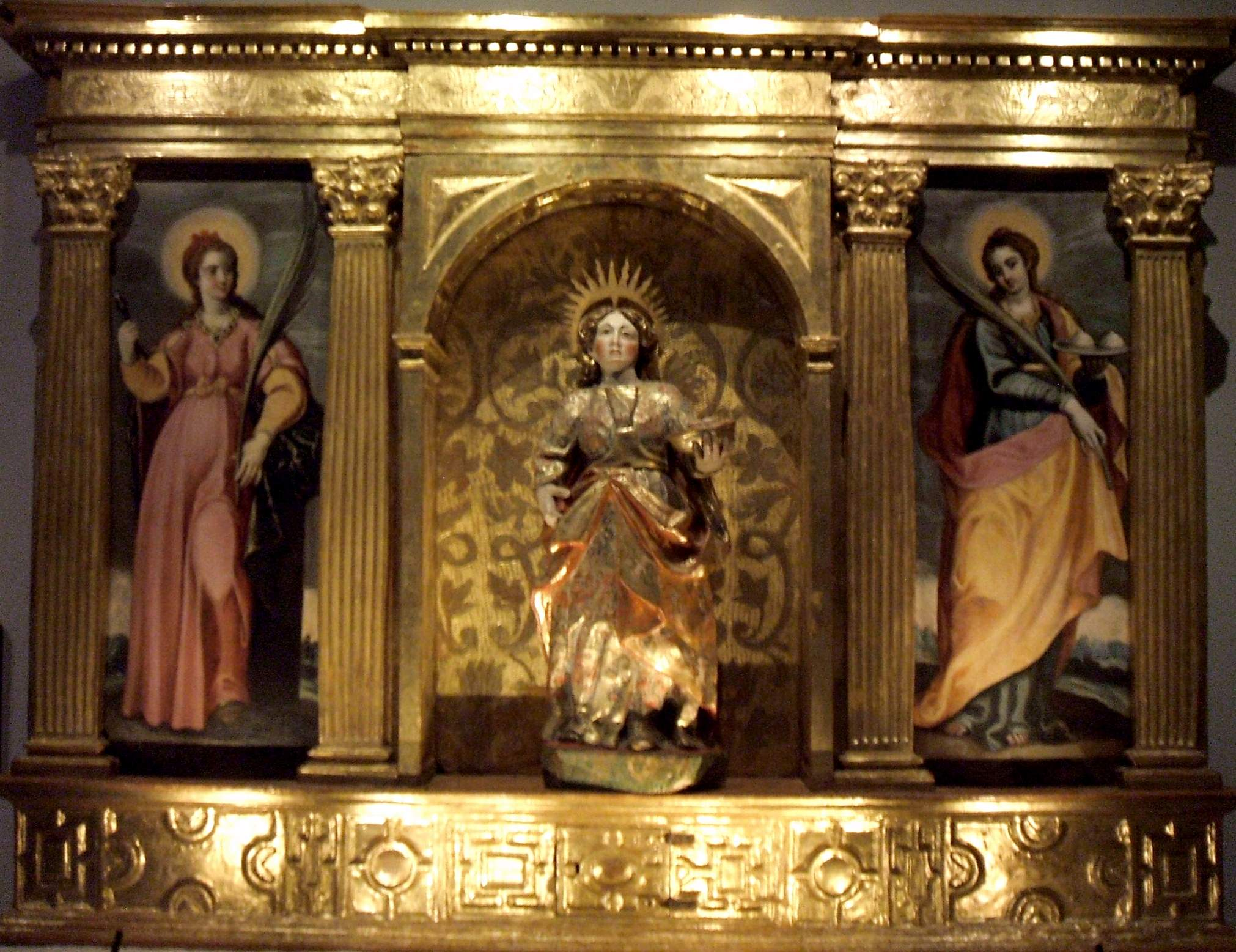
Внутреннее убранство

Дом капитула строился в XII—XIII веках. Доступ к нему осуществляется через портал с тремя заостренными арками, украшенными цветочными мотивами, вырезанными на камне как внутри, так и снаружи. Образы соответствуют различным типичным растениям Ла-Риохи, среди которых можно заметить виноградные лозы.
Здание имеет четырехугольную форму и представляет собой четырехсторонний свод, опирающийся на большую монолитную колонну, расположенную в центре зала, подчеркивая его капитель в форме пальмы.
Особняком стоит готическая гробница настоятельницы монастыря Урраки Диас де Аро конца XIII или начала XIV века. На крышке гробницы находится лежащая статуя настоятельницы, с головой на подушках и посохом, со свернутой спиралью змеей вверху и драконом внизу. Саркофаг поддерживают волки (символ семьи Лопес де Аро), собаки и свиньи. На его четырех сторонах изображены сцены её восхождения на небо и погребения. Саркофаг открывали четыре раза на протяжении всей истории, подтверждая, что его тело сохранилось так же, как и в день его смерти.
Также здесь ещё есть четыре надгробия, принадлежащие аббатисам XII—XIV веков.

## Реликвии
В монастыре хранится ценная коллекция реликвий. Среди них подковы коня апостола Иакова, которые Диего Лопес II де Аро добыл в битве при Лас-Навас-де-Толоса и подарил своей дочери, несколько черепов некоторых из одиннадцати тысяч дев, кусок креста Христа, мощи мучеников Кардена и т. д.